# 독피지

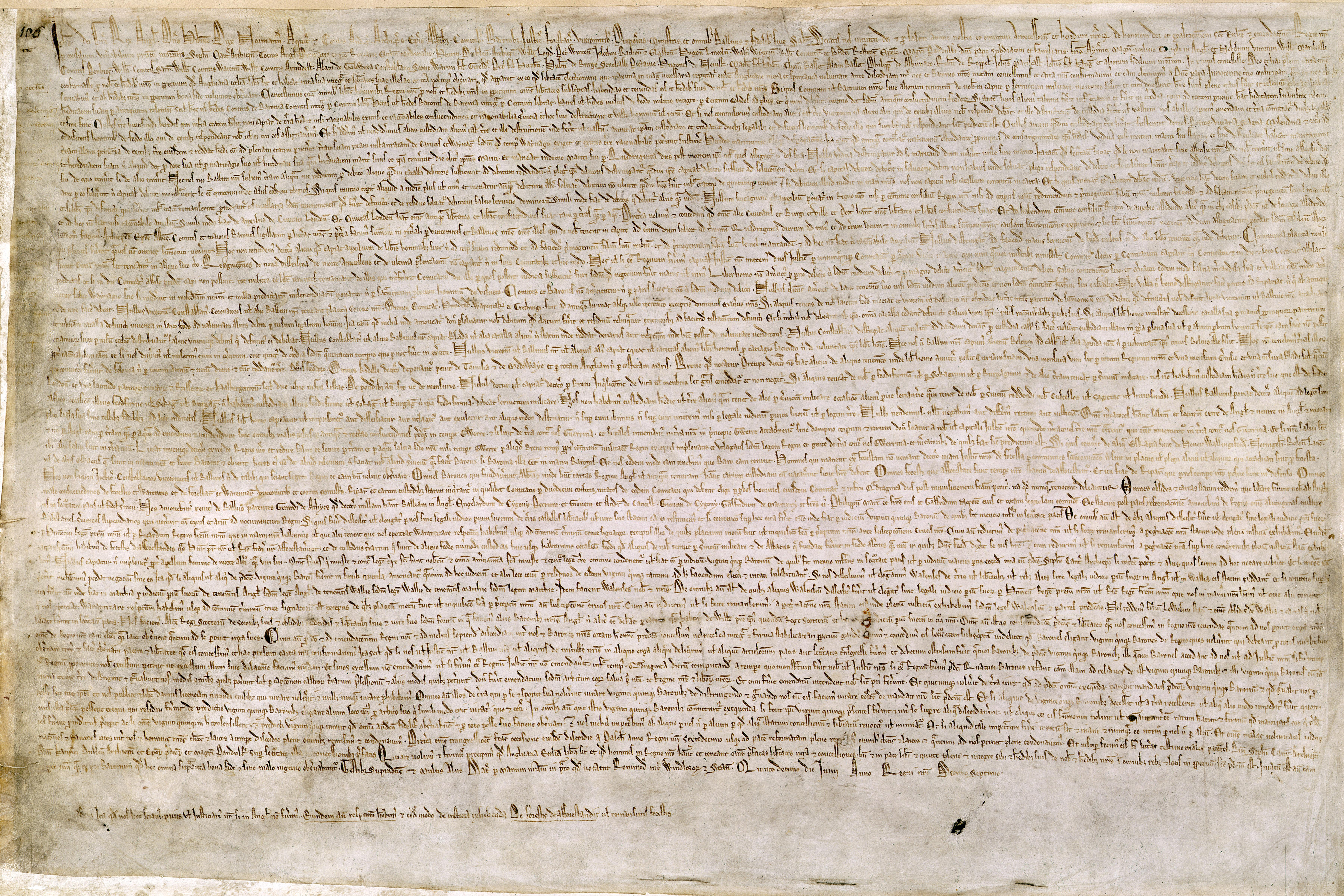
독피지에 쓰인 대헌장

독피지(犢皮紙, vellum)는 양피지와 비슷한 시기에 사용된 기록 매체의 일종으로 주로 송아지의 가죽을 이기고 편 뒤 말려서 만들었다.

## 같이 보기
- 양피지